# Dale McCourt
Pour les articles homonymes, voir McCourt.
Dale McCourt (né le 26 janvier 1957 à Falconbridge en Ontario au Canada) est un joueur professionnel de hockey sur glace. À la suite de sa carrière de joueur, il deviendra pour peu de temps entraîneur en Allemagne. Il est le neveu du joueur de hockey de la LNH, George Armstrong .

## Carrière en club
Il commence sa carrière en junior en 1972 en jouant pour les Wolves de Sudbury de l'Association de hockey de l'Ontario, aujourd'hui Ligue de hockey de l'Ontario. Avec les Fincups de Saint-Catharines, il gagne en 1976, la Coupe Memorial de la Ligue canadienne de hockey et à titre personnel, il reçoit cette année-là les trophées Stafford-Smythe, Red-Tilson, William-Hanley et celui du meilleur joueur de la saison LCH.
En 1977, il est choisi lors du repêchage d'entrée dans la Ligue nationale de hockey mais également lors du repêchage de l'Association mondiale de hockey. Il est choisi en tant que premier choix de la franchise de la LNH, les Red Wings de Détroit et en tant que 35e choix par les Racers d'Indianapolis.
Il choisit de rejoindre les  Red Wings et réalise une très bonne première saison. Par la suite, il ne retrouvera jamais son niveau de la ligue junior et en 1982, il rejoint les Sabres de Buffalo pour un peu plus de deux saisons puis rejoint les Maple Leafs de Toronto.
Cette aventure ne durera qu'une saison avant qu'il décide de quitter l'Amérique du Nord et de rejoindre l'Europe. Il joue alors dans le championnat de Suisse avec l'équipe de HC Ambri-Piotta.
Après sa carrière de joueur, il est en 1998 nommé entraîneur des Capitals de Berlin.

## Statistiques
| Saison     | Équipe                      | Ligue      |     | Saison régulière | Saison régulière | Saison régulière | Saison régulière | Saison régulière |    | Séries éliminatoires | Séries éliminatoires | Séries éliminatoires | Séries éliminatoires | Séries éliminatoires |
| Saison     | Équipe                      | Ligue      | PJ  | B                | A                | Pts              | Pun              | PJ               | B  | A                    | Pts                  | Pun                  |                      |                      |
| 1972-1973  | Wolves de Sudbury           | AHO        | 26  | 6                | 11               | 17               | 0                | -                | -  | -                    | -                    | -                    |                      |                      |
| 1973-1974  | Red Wings de Hamilton       | AHO        | 69  | 20               | 38               | 58               | 45               | -                | -  | -                    | -                    | -                    |                      |                      |
| 1974-1975  | Fincups de Hamilton         | AHO        | 69  | 52               | 74               | 126              | 57               | -                | -  | -                    | -                    | -                    |                      |                      |
| 1975-1976  | Fincups de Hamilton         | AHO        | 66  | 55               | 84               | 139              | 19               | -                | -  | -                    | -                    | -                    |                      |                      |
| 1976-1977  | Fincups de Saint-Catharines | AHO        | 66  | 60               | 79               | 139              | 26               | -                | -  | -                    | -                    | -                    |                      |                      |
| 1977-1978  | Red Wings de Détroit        | LNH        | 76  | 33               | 39               | 72               | 10               | 7                | 4  | 2                    | 6                    | 2                    |                      |                      |
| 1978-1979  | Red Wings de Détroit        | LNH        | 79  | 28               | 43               | 71               | 14               | -                | -  | -                    | -                    | -                    |                      |                      |
| 1979-1980  | Red Wings de Détroit        | LNH        | 80  | 30               | 51               | 81               | 12               | -                | -  | -                    | -                    | -                    |                      |                      |
| 1980-1981  | Red Wings de Détroit        | LNH        | 80  | 30               | 56               | 86               | 50               | -                | -  | -                    | -                    | -                    |                      |                      |
| 1981-1982  | Red Wings de Détroit        | LNH        | 26  | 13               | 14               | 27               | 6                | -                | -  | -                    | -                    | -                    |                      |                      |
| 1981-1982  | Sabres de Buffalo           | LNH        | 52  | 20               | 22               | 42               | 12               | 4                | 2  | 3                    | 5                    | 0                    |                      |                      |
| 1982-1983  | Sabres de Buffalo           | LNH        | 62  | 20               | 32               | 52               | 10               | 10               | 3  | 2                    | 5                    | 4                    |                      |                      |
| 1983-1984  | Sabres de Buffalo           | LNH        | 5   | 1                | 3                | 4                | 0                | -                | -  | -                    | -                    | -                    |                      |                      |
| 1983-1984  | Maple Leafs de Toronto      | LNH        | 72  | 19               | 24               | 43               | 10               | -                | -  | -                    | -                    | -                    |                      |                      |
| 1984-1985  | HC Ambrì-Piotta             | LNB        | 40  | 34               | 25               | 59               |                  | -                | -  | -                    | -                    | -                    |                      |                      |
| 1985-1986  | HC Ambrì-Piotta             | LNA        | 32  | 42               | 17               | 59               | 22               | -                | -  | -                    | -                    | -                    |                      |                      |
| 1986-1987  | HC Ambrì-Piotta             | LNA        | 36  | 25               | 28               | 53               | 42               | 5                | 5  | 2                    | 7                    | 20                   |                      |                      |
| 1987-1988  | HC Ambrì-Piotta             | LNA        | 36  | 29               | 20               | 49               | 22               | 6                | 6  | 6                    | 12                   | 4                    |                      |                      |
| 1988-1989  | HC Ambrì-Piotta             | LNA        | 36  | 41               | 24               | 65               | 39               | 6                | 1  | 4                    | 5                    | 0                    |                      |                      |
| 1989-1990  | HC Ambrì-Piotta             | LNA        | 28  | 18               | 26               | 44               | 26               | 2                | 0  | 0                    | 0                    | 0                    |                      |                      |
| 1990-1991  | HC Ambrì-Piotta             | LNA        | 35  | 19               | 14               | 33               | 58               | -                | -  | -                    | -                    | -                    |                      |                      |
| 1991-1992  | HC Ambrì-Piotta             | LNA        | 5   | 4                | 1                | 5                | 2                | -                | -  | -                    | -                    | -                    |                      |                      |
| Totaux LNH | Totaux LNH                  | Totaux LNH | 532 | 194              | 284              | 478              | 124              | 21               | 9  | 7                    | 16                   | 6                    |                      |                      |
| Totaux LNA | Totaux LNA                  | Totaux LNA | 208 | 178              | 130              | 308              | 211              | 19               | 12 | 12                   | 24                   | 24                   |                      |                      |